# Aqua Solution
Aqua Solution è stata una nave traghetto, utilizzata dal 2008 al 2018 come alloggio galleggiante dalla compagnia olandese C-Bed.
Fu costruita nel 1969 per conto della compagnia di navigazione svedese Sessan Linjen con il nome di Prinsessan Christina, venendo in seguito impiegata in Nord Europa e nel Mediterraneo con i nomi di Stena Nordica, Europafärjan, Lion Prince, Commodore e Palau.

## Servizio

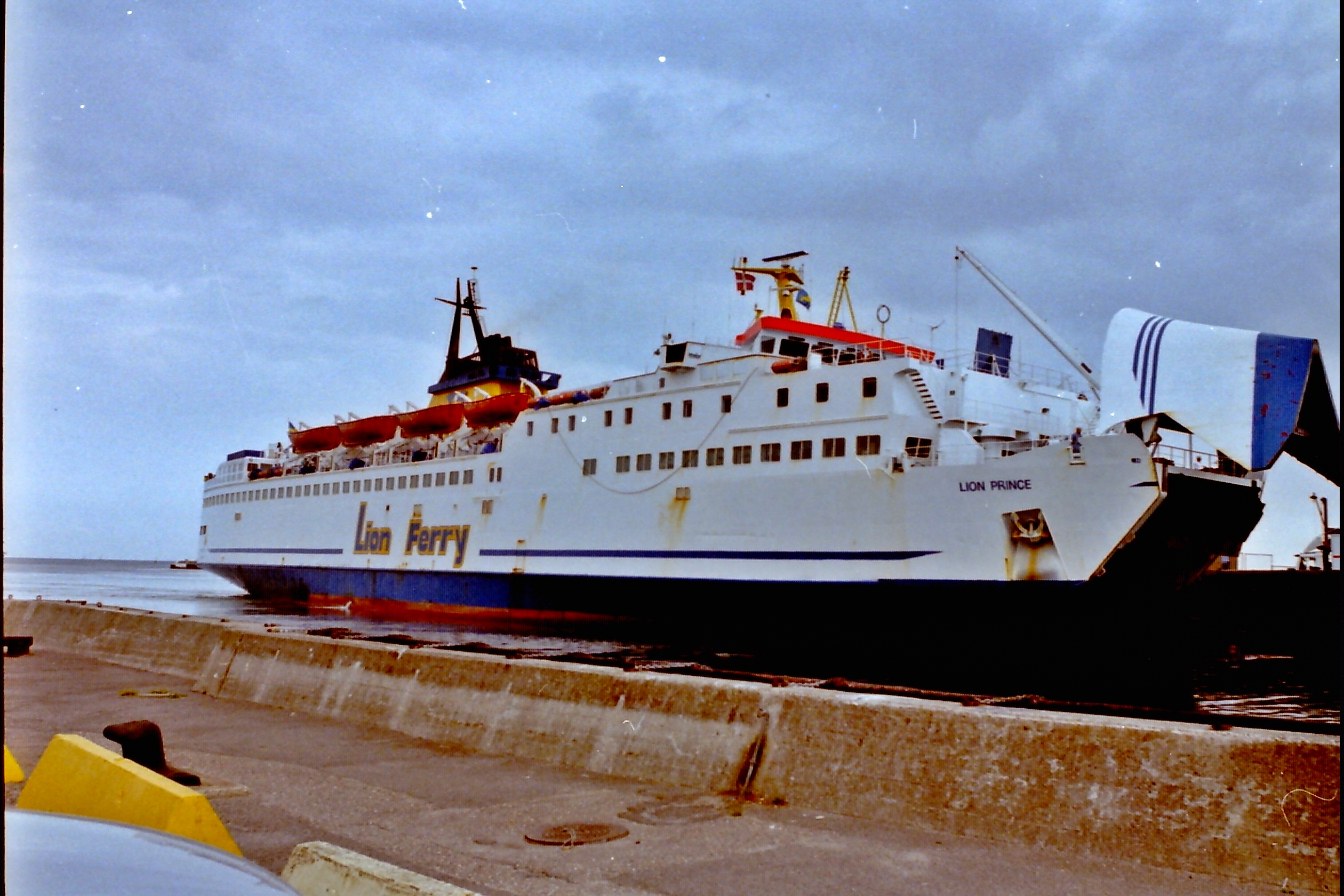
Lion Prince in servizio per Lion Ferries nel 1987.

Varata come Prinsessan Christina il 9 maggio 1969, il 13 dicembre dello stesso anno entrò in servizio su un collegamento tra Göteborg e Frederikshavn, che effettuò congiuntamente con la gemella Prinsessan Desirèe a partire dal 1971. Nel 1979 fu ceduta alla Safe Line, con consegna nel 1981, per essere utilizzata come nave-albergo; rinominata Safe Christina, fu rivenduta dopo appena un anno ed un paio di noleggi alla svedese Stena Line, riprendendo la linea originaria prima con il nome di Prinsessan Christina e poi di Stena Nordica. Nel 1985, dopo dei leggeri lavori di ristrutturazione che comportarono l'aggiunta di una nuova sovrastruttura a prua, il traghetto passò alla controllata Lion Ferries, venendo impiegato da questa compagnia (prima con il nome di Europafärjan e poi di Lion Prince) su varie linee tra Grenaa, Helsingborg e Halmstad.
Nel 1998, conseguentemente all'eliminazione del marchio Lion Ferries, il traghetto rientrò per un breve periodo nella flotta della Stena Line con il nome di Stena Prince, per poi essere venduto alla compagnia di navigazione italiana TR.I.S. nella primavera del 1999. Rinominata Commodore, la nave fu utilizzata sulle rotte Genova - Palau - Porto Vecchio o Genova - Porto Torres  - Propriano. Nel settembre del 2002 la TR.I.S. fallì e il Commodore fu posto in disarmo a Genova insieme alle altre navi della flotta. Fu acquistato dalla compagnia di navigazione genovese EneRmaR, che lo rinominò Palau e lo mise in servizio tra Genova e Palau; nel 2006 questo servizio fu effettuato in code sharing con la compagnia napoletana DiMaioLines, che in seguito acquistò la nave impiegandola, nell'estate 2007, tra Salerno ed Olbia.
Nei primi mesi del 2008 la nave fu venduta alla società danese C-Bed per essere utilizzata come hotel galleggiante per i lavoratori all'installazione di parchi eolici off shore al largo della Gran Bretagna. A questo scopo fu sottoposta a lavori di ristrutturazione in Estonia e rinominata Wind Solution. A inizio 2009 il traghetto fu sottoposto a degli ulteriori lavori di trasformazione in Danimarca.
Nel 2018 la nave fu acquistata dalla greca Seajets, prendendo il nome di Aqua Solution; tuttavia non ha mai ripreso il servizio in seguito al mancato rinnovo delle certificazioni d'idoneità alla navigazione, motivato soprattutto dall'età avanzata dell'imbarcazione. Dopo essere rimasta per quattro anni ferma a Perama, nel 2022 è stata venduta per demolizione con il nome mutato in Riviera (indicato tuttavia come Ravi nell'AIS del traghetto), giungendo ad Alang all'inizio del mese di novembre.

## Navi gemelle
- Bohus (Color Line - già Prinsessan Desirèe)